# Theta Ursae Majoris

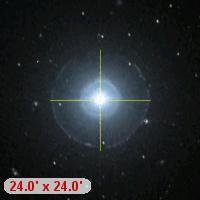
Esta é uma imagem óptica na faixa visual de Theta Ursae Majoris. Ela está listada no SIMBAD como uma estrela do tipo espectral F7V, com uma paralaxe de 74,19 milissegundos de arco.

Theta Ursae Majoris (Al Haud, Sarir, Sarir Bonet, 25 Ursae Majoris) é uma estrela na direção da constelação de Ursa Major. Possui uma ascensão reta de 09h 32m 52.33s e uma declinação de +51° 40′ 43.0″. Sua magnitude aparente é igual a 3.17. Considerando sua distância de 44 anos-luz em relação à Terra, sua magnitude absoluta é igual a 2.52. Pertence à classe espectral F6IV.